# Delivered At Terminal

Области действия терминов Инкотермс-2010

DAT (Delivered At Terminal — «поставка на терминале») — новый термин Инкотермс-2010 (отсутствовал в Инкотермс-2000). Этот термин может применяться при поставках любым видом транспорта.
Условия поставки DAT Инкотермс-2010 — «Delivered At Terminal» («Поставка на терминале…», далее указывается название места назначения) означает, что продавец считается выполнившим свои обязательства тогда, когда товар, выпущенный в таможенном режиме экспорта, разгружен с прибывшего транспортного средства и предоставлен в распоряжение покупателя в согласованном терминале указанного места назначения. Под термином «терминал» в базисе поставки DAT понимается любое место, в том числе авиа-, авто-, железнодорожный карго-терминал, причал, склад и т. д. Условия поставки DAT возлагают на продавца обязанности нести все расходы и риски, связанные с транспортировкой товара и его разгрузкой на терминале, включая (где это потребуется) любые сборы для экспорта из страны отправления.
Термин DAT может применяться при перевозке товара любым видом транспорта, включая смешанные перевозки. Под словом «перевозчик» понимается любое лицо, которое на основании договора перевозки берёт на себя обязательство обеспечить самому или организовать перевозку товара по железной дороге, автомобильным, воздушным, морским и внутренним водным транспортом или комбинацией этих видов транспорта.
Базис поставки DAT Инкотермс-2010 возлагает на продавца обязанность по выполнению экспортных таможенных процедур для вывоза товара, однако продавец не обязан выполнять таможенные формальности для ввоза товара, уплачивать импортные таможенные пошлины или выполнять иные импортные таможенные процедуры при ввозе.